# David Amram
David Amram (Filadelfia, 17 novembre 1930) è un compositore, arrangiatore e direttore d'orchestra statunitense.

## Biografia
Il padre lo introduce allo studio della musica classica. Lo zio era un discreto musicista jazz e di frequente lo porta con sé durante le sue sessioni in studio di registrazione.
All'età di 7 anni inizia a studiare il piano, la tromba, la tuba ed il corno.
Nel 1948 va al conservatorio di Oberlin.

## Discografia

### Album
- 1992: Havana/New York (Flying Fish Records)
- 1995: Pull My Daisy (Premier Recordings)
- 1996: At Home/Around the World (Flying Fish Records)
- 1997: No More Walls (Flying Fish Records)
- 1998: Triple Concerto (Flying Fish Records)
- 1999: Southern Stories (Cedar Glen)
- 1997: Manchurian Candidate (Premier Recordings)
- 2004: "David Amram" (Naxos)
- 2005: Pictures of the Gone World (Synergy Ent)